# جوزی دیویس
جوزی دیویس(به انگلیسی: Josie Davis) (زاده ١۶ ژانویه ١٩٧٣) بازیگر ، فیلمنامه نویس و تهیه کننده  اهل ایالات متحده آمریکا است. او بیشتر به خاطر بازی در نقش سارا پاول در سریال کمدی  تلویزیونی چارلز مسئول  که از سال ١٩٨٧ تا ١٩٩٠ به نمایش درامد شناخته شد.

## کار در تلویزیون
جوزی متولد ١۶ ژانویه ١٩٧٣ میلادی است. او از سه سالگی درکالیفرنیا, حرفه بازیگری خود را شروع کرد. او پس از نه سال فعالیت اولین نقش جدی خود را در تلویزیون به عنوان شخصیت سارا پاول در  سریال کمدی چارلز مسئول بازی کرد،  این سریال در ١٠۴ قسمت در طول چهار فصل پخش شد .سارا پاول در کل سریال شخصیتی ساکت و اهل کتاب و آرام بود. پس از پایان کار در سریال چارلز مسئول دیویس برای از بین بردن این تصویر و وادار کردن مردم به فراموش کردن شخصیتی که خلق کرده بود و دیدن او به عنوان فردی برون گرا با مشکل مواجه شد.
دیویس با شروع نوجوانی، بازیگری را نزد پل ای. ریچاردز متولد بروکلین و لی استراسبرگ در استودیوی بازیگران در دهه ١٩٨٠ آموخت. در ۲۴ سالگی تست  بازیگری داد و عضو استودیوی بازیگران شد. در آن زمان، داوران استودیو مارتین لاندو ، مارک رایدل و شلی وینترز بودند. جوزی یکی از تنها دو مجری بود که برای پیوستن به استودیو بازیگران در آن سال انتخاب شد.
در سال ١٩٩٨، دیویس برای نقش کامیل دزموند در فیلم درام بورلی هیلز، ۹۰۲۱۰ که در مجموع ١١ قسمت بود، انتخاب شد. در سال ٢٠٠٠، او در دیگر نمایش آرون اسپلینگ ،یعنی سریال  تایتان ها   همراه با ویکتوریا پرینسیپال و یاسمین بلیث انتخاب شد.
از دیگر کارهای تلویزیونی او می توان به همکاری با کلیفتون کالینز جونیور در سریال خودترس  ، دیوید اسپید در قواعد نامزدی ،  جیمز وودز در سریال های کوسه  و نجواگر روح ، همچنین مجموعه های دو مرد و نصفی ، ان سی آی اس  ، سی اس ای؛میامی مهره سوخته ، چاک ،استخوان ها, و یک نقش دوره ای در مقابل اسکیت اولریش و گری سینیز در سریال  سی اس آی ؛نیویورک اشاره کرد.

## فیلم ها
پس از پایان کارش در فیلم تایتان ها  ، دیویس تلویزیون را ترک کرد و به دنبال کار سینمایی بود. او در فیلم‌هایی از جمله سانی به کارگردانی نیکلاس کیج ، مقابل جیمز فرانکو و اسکات کان ، مشکل عاشقانه با کیپ پاردو و کالامازو؟ با ماییم بیالیک  به ایفای نقش پرداخت.
او همچنین بازیگر نقش اول فیلم تلویزیونی دستیار کامل بود که در ۲ ژانویه ۲۰۰۸ در شبکه لایف تایم پخش شد.
جوزی در  فیلم‌های دانش‌آموز کامل با ناتاشا هنستریج ، اغوا شده توسط دروغ‌ها با لوچلین مونرو و مارک منارد ، وسواس گذشته با لوچلین مونرو و کمدی سرقت گل رز با جان هرد و سیندی ویلیامز هم بازی بود . او در این سال ها تنها یک هنرپیشه نبود، بلکه به تهیه کنندگی و فیلمنامه نویسی نیز روی آورد.

## فیلم شناسی
| سال  | عنوان                    | نقش                 | یادداشت                             |
| ---- | ------------------------ | ------------------- | ----------------------------------- |
| ٢٠١٧ | قفل شده است              | آن ماری             | فیلم تلویزیونی شبکه لایف تایم       |
| ٢٠١٧ | رازهای دخترخوانده من     | سیندی کنت           | فیلم تلویزیونی شبکه لایف تایم       |
| ٢٠١۶ | از پشت خنجر خورده        | پولت بولتون         | فیلم تلویزیونی شبکه لایف تایم       |
| ٢٠١۵ | باغ                      | آنا                 |                                     |
| ٢٠١۵ | وسواس تصادفی             | هدر                 | فیلم تلویزیونی شبکه لایف تایم       |
| ٢٠١٣ | یادداشت های بابا         | آوریل ساتن          | فیلم تلویزیونی شبکه هالمارک         |
| ٢٠١٣ | معلم کثیف                | مولی ماتسون         | فیلم تلویزیونی شبکه لایف تایم       |
| ٢٠١٣ | وسواس های گذشته          | شین والش            | فیلم تلویزیونی شبکه لایف تایم       |
| ٢٠١٢ | منترونشن                 | سرپرست TSA          | فیلم سینمایی شبکه ویژن فیلمز        |
| ٢٠١٢ | دانش آموز کامل           | تارا                | فیلم تلویزیونی شبکه لایف تایم       |
| ٢٠١١ | دزدی گل رز               | سالی                |                                     |
| ٢٠١٠ | اغوا شده توسط دروغ       | لوری کولتون         | فیلم تلویزیونی شبکه لایف تایم       |
| ٢٠١٠ | صعود                     | امیلی ویلکس         |                                     |
| ٢٠١٠ | نفرین شده                | جیمی مولدون         |                                     |
| ٢٠٠٩ | مشکل با عاشقانه          | کارن                |                                     |
| ٢٠٠٨ | گرگ و میش                | لوسی/نیکی           | کوتاه                               |
| ٢٠٠٨ | مک براید: مرثیه          | آوا فلچر            | فیلم تلویزیونی شبکه هالمارک         |
| ٢٠٠٨ | دستیار کامل              | راشل پارتسون        | فیلم تلویزیونی شبکه لایف تایم       |
| ٢٠٠٧ | تعقیب چایکوفسکی          | ژوزت                |                                     |
| ٢٠٠٧ | ترنس شده                 | آنی بادی            |                                     |
| ٢٠٠٧ | در سرزمین ناسازگاران شاد | گوندلین             | اولین نمایش در جشنواره فیلم ترایبکا |
| ٢٠٠٧ | کارولینا مون             | ایمان لاول          | فیلم تلویزیونی شبکه لایف تایم       |
| ٢٠٠۶ | کالامازو؟                | کارول کاوانو        |                                     |
| ٢٠٠۶ | بچه من باش               | لیندا               |                                     |
| ٢٠٠۵ | بی عدالتی کور            | کارآگاه سوزان تایرل | فیلم تلویزیونی شبکه لایف تایم       |
| ٢٠٠٣ | لوتو                     | استیسی              | کوتاه                               |
| ٢٠٠٢ | سانی                     | گرچن                |                                     |
| ٢٠٠٢ | قانون لس آنجلس: فیلم     | کلویی کارپنتر       | فیلم تلویزیونی شبکه لایف تایم       |
| ٢٠٠٢ | قتل های روانی            | سرافینا دالتون      |                                     |
| ٢٠٠١ | کوبیده شد                | شین مستر            |                                     |
| ١٩٩٧ | نشان ترس                 | سامانتا ادواردز     | در سال ١٩٩۴ فیلمبرداری شد           |
| ١٩٩۵ | خانه ساحلی               | خواهر برادری        | در سال ١٩٩۴ فیلمبرداری شد           |

## فیلم شناسی تلویزیونی
| سال  | عنوان                   | قسمت                                                 | نقش               | تاریخ                          |
| ---- | ----------------------- | ---------------------------------------------------- | ----------------- | ------------------------------ |
| ٢٠٢٠ | استامپ تاون             | "به هر قیمتی: تاریخ زندگی کنراد کاستاس"              | دارلین مک کانل    | ١٩ فوریه ٢٠٢٠                  |
| ٢٠١۴ | هاوایی فایو_زیرو        | کا هانا مالو                                         | پتی گیبل          | ٢١ نوامبر ٢٠١۴                 |
| ٢٠١٣ | روانشناس                | "رز صحرا"                                            | سونیا             | ٢٩ سپتامبر ٢٠١٣                |
| ٢٠١٢ | بلندی های هالیوود       | ادی در خانه احساس می کند                             | دافنه میلر        | ١۶ آگوست ٢٠١٢                  |
| ٢٠١٢ | بلندی های هالیوود       | "قرار دو نفره"                                       | دافنه میلر        | ٩ آگوست ٢٠١٢                   |
| ٢٠١٢ | بلندی های هالیوود       | عکس پاپاراتزی                                        | دافنه میلر        | ۶ آگوست ٢٠١٢                   |
| ٢٠١٢ | بلندی های هالیوود       | حزب مجلس                                             | دافنه میلر        | ٣ آگوست ٢٠١٢                   |
| ٢٠١٢ | بلندی های هالیوود       | تولد ملیسا                                           | دافنه میلر        | ٢۵ جولای ٢٠١٢                  |
| ٢٠١٢ | بلندی های هالیوود       | ادی و کلویی با اوز ملاقات می کنند                    | دافنه میلر        | ٢۴ جولای ٢٠١٢                  |
| ٢٠١٢ | بلندی های هالیوود       | "تمرین موزیک ویدئو"                                  | دافنه میلر        | ١٧ جولای ٢٠١٢                  |
| ٢٠١٢ | بلندی های هالیوود       | "مسابقه ترانه سرایی"                                 | دافنه میلر        | ١٣ جولای ٢٠١٢                  |
| ٢٠١٢ | بلندی های هالیوود       | "لورن گم می شود"                                     | دافنه میلر        | ١٢ جولای ٢٠١٢                  |
| ٢٠١٢ | بلندی های هالیوود       | اطلاعیه                                              | دافنه میلر        | ١١ جولای ٢٠١٢                  |
| ٢٠١١ | Breakout Kings          | یکی برای پول                                         | کیت لاوین         | ١ می ٢٠١١                      |
| ٢٠١٠ | چاک                     | چاک در مقابل کلاس اول                                | سرنا              | ٢۴ ژانویه ٢٠١٠                 |
| ٢٠٠٩ | سی اس آی: نیویورک       | "منهتن هنج"                                          | کالیوپ اکهارت     | ٢۵ نوامبر ٢٠٠٩                 |
| ٢٠٠٩ | سی اس آی: نیویورک       | "لانه فاخته"                                         | کالیوپ اکهارت     | ١٨ نوامبر ٢٠٠٩                 |
| ٢٠٠٩ | استخوان                 | "روز زیبای محله"                                     | پائولا لیندبرگ    | ٨ اکتبر ٢٠٠٩                   |
| ٢٠٠٩ | سی‌اس‌آی: نیویورک         | ۴٠ درجه و ۴٧ دقیقه شمالی/طول ٧٣ درجه و ۵٨ دقیقه غربی | کالیوپ اکهارت     | ٧ اکتبر ٢٠٠٩                   |
| ٢٠٠٩ | اعلامیه سوختگی          | تیری در تاریکی                                       | آوریل لونا        | ٢٣ جولای ٢٠٠٩                  |
| ٢٠٠٨ | از خودش بترس            | مرد خانواده                                          | کتی ماهونی        | ١٩ ژوئن ٢٠٠٨                   |
| ٢٠٠٨ | قوانین نامزدی           | "مرد بهینه"                                          | کلاریسا           | ٢٨ آوریل ٢٠٠٨                  |
| ٢٠٠٧ | کوسه                    | "بدون محدودیت"                                       | کلی ابوت          | ٢٨ اکتبر ٢٠٠٧                  |
| ٢٠٠٧ | نجواگر روح              | "گهواره ویل سنگ"                                     | سالی جنکینز       | ١۶ فوریه ٢٠٠٧                  |
| ٢٠٠۵ | دو مرد و نصفی           | "دهکده بابا نوئل لعنتی"                              | شنی               | ١٩ دسامبر ٢٠٠۵                 |
| ٢٠٠۵ | Eve                     | "دروغ، جادوگر و کمد لباس"                            | ملانی ون لو       | ١٣ اکتبر ٢٠٠۵                  |
| ٢٠٠۵ | زندگی با فران           | "دوباره شیرین شانزده با فران"                        | لوری دین          | ٣٠ سپتامبر ٢٠٠۵                |
| ٢٠٠۴ | ان‌سی‌آی‌اس                | Reveille                                             | مارتا             | ٢۵ مه ٢٠٠۴                     |
| ٢٠٠۴ | سی‌اس‌آی: میامی           | "پول برای هیچ"                                       | مری دونلان        | ١ مارس ٢٠٠۴                    |
| ٢٠٠۴ | در بازی                 | خلبان                                                | برندی             |                                |
| ٢٠٠٣ | بخش                     | "ای مادر، تو کی هستی؟"                               | آنا مارکس         | ١٢ ژانویه ٢٠٠٣                 |
| ٢٠٠٢ | فیلی                    | "با تشکر از مادران"                                  | لیلی الکساندر     | ٢٣ آوریل ٢٠٠٢                  |
| ٢٠٠٠ | Titans                  | ١٣ قسمت                                              | لوری ویلیامز      | ۴ اکتبر ٢٠٠١ – ١٨ دسامبر ٢٠٠٠  |
| ٢٠٠٠ | بورلی هیلز، ۹۰۲۱۰       | من برات خوشحالم...واقعا                              | کامیل دزموند      | ١٠ مه ٢٠٠٠                     |
| ٢٠٠٠ | بورلی هیلز، ۹۰۲۱۰       | و فراموش نکن که تی شرت مشکی ام را به من پس بدهی      | کامیل دزموند      | ١٩ آوریل ٢٠٠٠                  |
| ٢٠٠٠ | بورلی هیلز، ۹۰۲۱۰       | "خرگوش عید پاک"                                      | کامیل دزموند      | ۵ آوریل ٢٠٠٠                   |
| ٢٠٠٠ | بورلی هیلز، ۹۰۲۱۰       | تب بهاره                                             | کامیل دزموند      | ٢٢ مارس ٢٠٠٠                   |
| ٢٠٠٠ | بورلی هیلز، ۹۰۲۱۰       | تا به حال یکی در مورد پدر در حال انفجار شنیده اید؟   | کامیل دزموند      | ١۵ مارس ٢٠٠٠                   |
| ٢٠٠٠ | بورلی هیلز، ۹۰۲۱۰       | "من شخصیت پدر شما خواهم بود"                         | کامیل دزموند      | ٨ مارس ٢٠٠٠                    |
| ٢٠٠٠ | بورلی هیلز، ۹۰۲۱۰       | ادی ویتکوس                                           | کامیل دزموند      | ١ مارس ٢٠٠٠                    |
| ٢٠٠٠ | بورلی هیلز، ۹۰۲۱۰       | "دکتر مارتین"                                        | کامیل دزموند      | ١۶ فوریه ٢٠٠٠                  |
| ٢٠٠٠ | بورلی هیلز، ۹۰۲۱۰       | "اثبات نهایی"                                        | کامیل دزموند      | ٩ فوریه ٢٠٠٠                   |
| ٢٠٠٠ | بورلی هیلز، ۹۰۲۱۰       | زمین قابل کشت                                        | کامیل دزموند      | ٢۶ ژانویه ٢٠٠٠                 |
| ١٩٩٩ | پروفایلر                | "لاس بریساس"                                         | آن لوفتون         | ١۵ مه ١٩٩٩                     |
| ١٩٩٩ | حرارت                   | "در راه آسیب"                                        | وندی              | ١٠ مه ١٩٩٩                     |
| ١٩٩٩ | مورتال کمبات: کونکست    | "مار و یخ"                                           | پرون              | ٢۶ فوریه ١٩٩٩                  |
| ١٩٩٩ | خرافات                  | اورسولا                                              | ١٢ فوریه ١٩٩٩     |                                |
| ١٩٩٩ | قایق عشق: موج بعدی      | "عشق شناور است: قتل عام روز ولنتاین"                 |                   | ١٢ فوریه ١٩٩٩                  |
| ١٩٩٨ | بی واچ                  | لبه                                                  | لیز بروکس         | ١۴ دسامبر ١٩٩٨                 |
| ١٩٩٨ | آرلیس                   | "پشت هر مشتری بزرگ..."                               | همسر بیسبال       | ٩ آگوست ١٩٩٨                   |
| ١٩٩٨ | بورلی هیلز، ۹۰۲۱۰       | "جرایم و جنایات"                                     | مادلین            | ۴ فوریه ١٩٩٨                   |
| ١٩٩۶ | جوان و خستگی ناپذیر     | قسمت های مختلف                                       | گریس ترنر شماره ١ | ١٩٩۶-١٩٩٧                      |
| ١٩٩۶ | جزر و مد                | نام رمز: Scorpion                                    | تینا چپمن         | ١٨ دسامبر ١٩٩۶                 |
| ١٩٩۴ | ساقه ابریشم             | سر نه دم                                             | لوانا باسکین      | ٢٩ اوریل ١٩٩۴                  |
| ١٩٩۴ | مرده در ساختمان شماره ٩ | هتل کالیفرنیا                                        | زمین              | ٢۴ آگوست ١٩٩۴                  |
| ١٩٩٢ | ساقه ابریشم             |                                                      | الکس              | ١۵ نوامبر ١٩٩٢                 |
| ١٩٨٧ | چارلز مسئول             | ١٠۴ قسمت                                             | سارا پاول         | ٣ ژانویه ١٩٨٧ - ١٠ نوامبر ١٩٩٠ |

## یادداشت
1. ↑  پس از یک سال، نقش با جنیفر گاریس دوباره انتخاب شد.[۵]